# Sint-Martinuskerk (Waben)
De Sint-Martinuskerk of Sint-Maartenskerk (Frans: Église Saint-Martin) is de parochiekerk van de gemeente Waben in het Franse departement Pas-de-Calais.

## Geschiedenis
Oorspronkelijk was dit een 12e-eeuwse romaanse kruiskerk, die echter in 1346 door de Engelsen geplunderd werd, waarbij koor en transept verwoest werden, evenals de vieringtoren en de noordelijke zijbeuk. Enkel het schip bleef bestaan. Door de herstellingswerken van 1853-1854 ging veel van het karakter van dit schip verloren. In 1886 werd een sacristie bijgebouwd.
De kerk werd zwaar beschadigd tijdens de Tweede Wereldoorlog en hersteld gedurende de jaren 50 van de 20e eeuw. Er werd toen in de zuidgevel ook een nieuw portaal aangebracht.
In de noordelijke gevel bevinden zich nog de scheibogen die begin 12e eeuw werden gebouwd.